# Anna celor o mie de zile

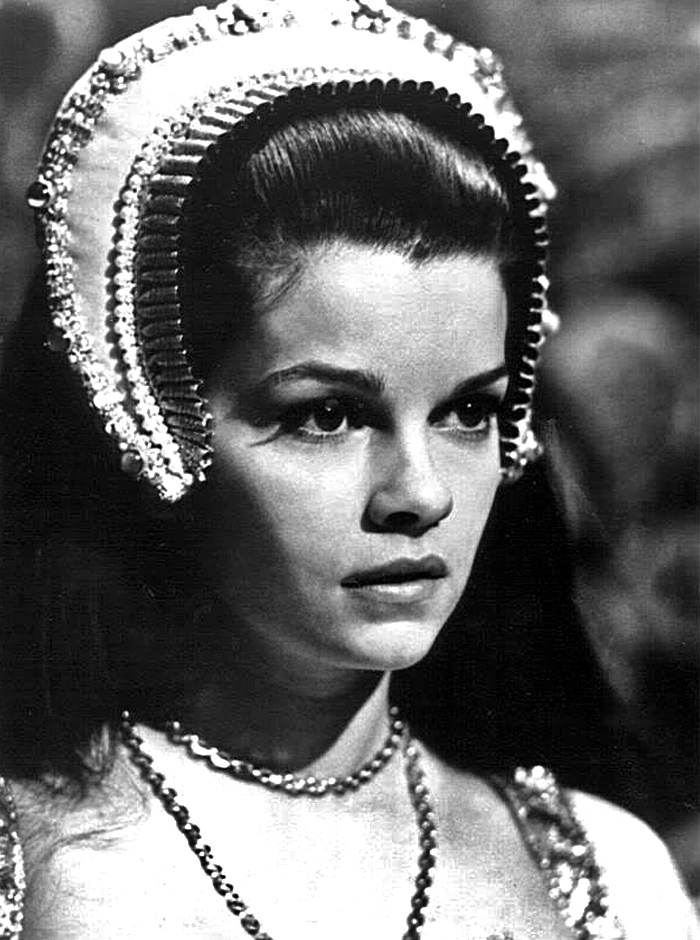
Geneviève Bujold în rolul Annei Boleyn

Anna celor o mie de zile  (titlul original: în engleză Anne of the Thousand Days) este un film englez de dramă istorică, realizat în 1969 de regizorul Charles Jarrott, 
după piesa omonimă din 1948 a scriitorului Maxwell Anderson, producător fiind americanul Hal B. Wallis.
Protagoniștii filmului sunt actorii Richard Burton, Geneviève Bujold, Irene Papas, Anthony Quayle. 

## Conținut
Anglia, în 1536: regele Angliei Henric al VIII-lea obține pedeapsa cu moartea a celei de a doua soții, Anna Boleyn, condamnată pentru adulter și înaltă trădare. De aici urmează un flash-back lung în care își amintește de începutul dragostei sale pătimașe pentru frumoasa Anna și a timpului petrecut de ei împreună.
Henric este nemulțumit alături de soția sa profund religioasă, Catherine de Aragon, care nu poate să-i dăruiască un moștenitor, urmaș la tron. Cei doi au o singură fiică, Mary, care devine mai târziu Maria I a Angliei. Henric are o aventură cu Maria Boleyn, fiica curteanului său Thomas Boleyn. Dar apoi regele o remarcă pe Anna, sora în vârstă de 18 ani a Mariei, care tocmai s-a întors de la pregătirea ei la curtea regală franceză, pentru a fi doamnă de companie.
Anna Boleyn este într-o relație cu fiul contelui de Northumberland și speră la permisiunea de a se căsători cu el. Regele Henry este fascinat de frumusețea ei și îi cere prim-ministrului cardinalul Wolsey să rupă legătura celor doi tineri îndrăgostiți. Când Anna află această veste, face un acces de furie și îi învinuiește pe Wolsey și pe regele englez, ca fiind răspunzători de sfârșitul relației lor. Cu toate aceste, Anna acceptă căsătoria cu regele, în curând dând naștere unei fiice, Elisabeth, spre dezamăgirea lui Henric, aceasta nefiind băiat. Afecțiunea lui pentru Anna devine tot mai rece, considerând-o pe ea vinovată de acest eșec. Când Anna este din nou gravidă, dar pierde sarcina (de data asta un fiu), ea cade tot mai mult în dizgrația lui Henric. Când o vede la un bal pe tânăra Jane Seymour, el o consideră deja următoarea candidată la căsătorie. 
Când Catherine de Aragon a murit, în ianuarie 1536, Anne Boleyn a fost acuzată de adulter multiplu, relații incestuoase cu fratele ei și complot pentru uciderea regelui. Deși aceste acuzații au rămas nedovedite, ea a fost condamnată la moarte pentru înaltă trădare. 
Henric al VIII-lea își vizitează soția în Turnul Londrei și îi promite libertatea dacă declară  căsătoria cu el, invalidă. Totodată prin aceasta și-ar declara fiica Elizabeth, ca fiind nelegitimă. Anne refuză să consimtă la anularea căsătoriei, așa că este mai degrabă pregătită să moară decât să o trădeze pe Elizabeth. Heinrich o pălmuiește înainte să-i spună că această neascultare va însemna moartea ei.
Flashback-ul se încheie aici; Heinrich semnează sentința de moarte, câteva zile mai târziu Anne Boleyn urcă pe eșafod și întrucât a iubit întotdeauna felul francez, este decapitată elegant de un călău francez cu sabie în locul unui călău englez cu secure. Henric al VIII-lea își propune să se căsătorească cu Jane Seymour, în timp ce secvențele de film finale sunt dedicate fiicei lui Anne, Elizabeth, care zburdă prin grădină atunci când aude brusc o bubuitură de tun, care anunță oamenilor moartea Annei.

## Distribuție
- Richard Burton – Henric al VIII-lea
- Geneviève Bujold – Anne Boleyn
- Irene Papas – regina Catherine de Aragon
- Anthony Quayle – cardinalul Thomas Wolsey
- John Colicos – Thomas Cromwell
- Michael Hordern – Thomas Boleyn
- Katharine Blake – Elizabeth Boleyn
- Valerie Gearon – Mary Boleyn
- Michael Johnson – George Boleyn
- Peter Jeffrey – Thomas Howard, 3rd Duke of Norfolk
- Joseph O'Conor – Bishop Fisher
- William Squire – Sir Thomas More
- Esmond Knight – Sir William Kingston
- Nora Swinburne – Lady Kingston
- Vernon Dobtcheff – Mendoza
- Brook Williams – Sir William Brereton
- Gary Bond – Mark Smeaton
- T. P. McKenna – Sir Henry Norris
- Denis Quilley – Sir Francis Weston
- Terence Wilton – Lord Percy
- Lesley Paterson – Jane Seymour
- Nicola Pagett – prințesa Mary
- June Ellis – Bess
- Kynaston Reeves – Willoughby
- Marne Maitland – Cardinal Campeggio
- Cyril Luckham – Prior Houghton
- Amanda Jane Smythe – prințesa Elisabeth

- Elizabeth Taylor a avut o apariție cameo nemenționată, de curtezană mascată, care întrerupe rugăciunea reginei Catherine.
- Kate Burton își face debutul în rolul unei fete.

## Premii și nominalizări
- 1970 - Premiile Oscar[1]
  - cele mai bune costume lui Margaret Furse
  - Nominalizare pentru cel mai bun film lui Hal B. Wallis
  - Nominalizare pentru cel mai bun regizor lui Charles Jarrott
  - Nominalizare pentru cel mai bun actor lui Richard Burton
  - Nominalizare pentru cea mai bună actriță lui Geneviève Bujold
  - Nominalizare pentru cel mai bun actor în rol secundar lui Anthony Quayle
  - Nominalizare pentru cel mai bun scenariu adaptat lui John Hale, Bridget Boland e Richard Sokolove
  - Nominalizare pentru cea mai bună imagine lui Arthur Ibbetson
  - Nominalizare pentru cele mai bune decoruri lui Maurice Carter, Lionel Couch și Patrick McLoughlin
  - Nominalizare pentru cel mai bun mixaj sonor lui John Aldred
- 1970 - Globul de Aur
  - Cel mai bun film dramatic
  - Cel mai bun regizor lui Charles Jarrott
  - Cea mai bună actriță (dramă) lui Geneviève Bujold
  - Cel mai bun scenariu lui John Hale, Bridget Boland și Richard Sokolove
  - Nominalizare pentru cel mai bun actor (dramă) lui Richard Burton
  - Nominalizare pentru cel mai bun actor în rol secundar (film) lui Anthony Quayle
  - Nominalizare pentru cea mai bună coloană sonoră lui Georges Delerue
- 1970 - Premiile Sindicatului Scenariștilor Americani[2]
  - Nominalizare pentru cel mai bun scenariu adaptat într-un film dramatic lui Bridget Boland și John Hale
- 1970 - American Cinema Editors Awards
  - Nominalizare pentru cel mai bun montaj într-un lungmetraj dramatic lui Richard Marden
- 1971 - Premiile BAFTA
  - Nominalizare pentru cele mai bune decoruri lui Maurice Carter
  - Nominalizare pentru cele mai bune costume lui Margaret Furse

## Literatură
- Anderson, Maxwell. Anne of the thousand days. New York, 1948: W. Sloane Associates., (limba engleză)